# Drosophila guangdongensis
Drosophila guangdongensis är en tvåvingeart som beskrevs av Masanori Joseph Toda och Peng 1989. Drosophila guangdongensis ingår i släktet Drosophila och familjen daggflugor.
Artens utbredningsområde är provinsen Guangdong i Kina. Arten är även namngiven efter provinsen.